# Picote
Picote (Portugees) of Picuote (Mirandees) is een plaats (freguesia) in de Portugese gemeente Miranda do Douro en telt 368 inwoners (2001).